# Trumanproclamatie
De Trumanproclamatie (Engels: the Truman Proclamation) is de naam die wordt gegeven aan het uitvoeringsbesluit van 28 september 1945 ondertekend door Harry S. Truman, de toenmalige president van de Verenigde Staten. Met de Trumanproclamatie verklaarde de VS dat de grondstoffen in het continentaal plat grenzend aan de VS, toebehoorden aan de VS.
Deze proclamatie betekende een schending van het internationaal recht aangezien het continentaal plat aan iedereen toebehoorde. De doctrine werd echter door andere landen zodanig snel overgenomen dat het een regel van instant customary law werd.
In 1982 werd voornoemde regel verankerd in het VN-Zeerechtverdrag:

De kuststaat oefent over het continentale plat soevereine rechten uit ter exploratie en exploitatie van de natuurlijke rijkdommen van het plat.